# Joviano de Lima Júnior
Dom Joviano de Lima Júnior, S.S.S.  (Uberaba, 23 de abril de 1942 - Ribeirão Preto, 21 de junho de 2012) foi um bispo católico brasileiro, arcebispo de Ribeirão Preto.

## Histórico
Realizou seus estudos fundamental e médio no Colégio Diocesano, em Uberaba. Cursou filosofia e teologia no Instituto de Filosofia e Teologia, em São Paulo. Obteve licenciatura em Ciências Sociais em São Paulo. Realizou estudos de pós-graduação em Liturgia no Pontifício Ateneu de Santo Anselmo, em Roma, em 1974.
Foi ordenado padre no dia 8 de dezembro de 1969. Foi nomeado bispo da Diocese de São Carlos no dia 25 de outubro de 1995. Sua ordenação episcopal deu-se no dia
27 de dezembro desse mesmo ano, pelas mãos de Dom Geraldo Majella Cardeal Agnelo, Dom Constantino Amstalden e Dom Benedito de Ulhôa Vieira. No dia 5 de abril de 2006, foi nomeado arcebispo da Arquidiocese de Ribeirão Preto.
De 2007 a maio de 2011 foi Presidente da Comissão Episcopal Pastoral para a Liturgia da CNBB.
Faleceu no dia 21 de junho de 2012, aos 70 anos de idade, no Hospital São Francisco, onde estava internado havia onze dias, após uma batalha de três anos contra um câncer de intestino. O velório foi celebrado na Catedral Metropolitana de Ribeirão Preto e, na manhã do dia 23, após a missa de exéquias celebrada pelos cardeais Dom Raymundo Damasceno Assis e por Dom Odilo Scherer, o corpo foi sepultado no altar da catedral, na mesma cripta do terceiro arcebispo da cidade, Dom Felício da Cunha Vasconcellos.